# Krucifix (Dlouhá Třebová)
Pískovcový krucifix z regionální kamenosochařské dílny Mielnických ze Žamberka se od roku 1812 nalézá na prostranství před novogotickým kostelem svatého Prokopa v obci Dlouhá Třebová. Před kostelem stával před tím dřevěný krucifix. Pískovcový krucifix je od roku 1958 chráněn jako nemovitá kulturní památka ČR.

## Popis
Na prostranství před kostelem svatého Prokopa stojí na čtyřech pískovcových schodech nízký, nahoře okosený hranolový podstavec. 
Na jeho čelní straně je v rámečku tvořeném rostlinnými úponky s volutkami vytesán nápis: „ON RANĚN GEST PRO NEPRAWOSTI NASSE/ POTŘIN GEST PRO HŘJCHY NASSE/ KÁZEN POKOGE NASSEHO NA NĚJ/ A ZSIGNALOSTI GEHO UZDRAWENI SME. IZA. 53C.“
Na zadní hladké stěně podstavce je vyryt nápis: „LETA PANĚ 1812 dne 28 JULY/ TATO STATUE WYZDIVYZENA Z NAKLADU/ OBCE DLOUHY TŘEBOWY/ ZA CZASU DUCHOWNICH SPRAWCU/ W: G: P: P: JANA KAUTZKYHO/ DĚKAN A WIKARIUS V AUSTI/ W P P JOZEFA HARTMANA/ FARAŘE W CZESKE TŘEBOWY/ P P JOZEFA SSULCZYKA RZIDITELE/ PANSTWY JOZEFA RIPKI RICHTAŘE A/ WACLAWA KAPLANA STARSSIHO.“ Pod tímto rytým nápisem byl téměř nečitelný nápis barvou: Obnoveno 1927.
Na podstavci stojí užší pilíř zdobený po stranách volutami a zakončený nahoře vzhůru prohnutou profilovanou římsou. Ve vrcholu vzepjetí římsy je umístěn medailon se zpodobněním Ducha svatého v podobě holubice. Čelní strana pilíře je ozdobena reliéfem planoucího srdce nad nímž je umístěn věnec s rozetou, obklopený růžemi a dvěma festony, vybíhajícími z volut po stranách.
Na římse pilíře stojí směrem vzhůru se zužující hranol vpředu konvexně vydutý, s vzhůru vypnutou patkou, zakončený nahoře drobnou profilovanou římsou. Uprostřed hranolu se nalézá reliéf ve tvaru kruhového rámce, obklopeného růžemi, s písmeny IHS uvnitř.
Na římse hranolu stojí na kamenném podstavci pískovcový krucifix s korpusem Krista a nápisem INRI nad hlavou. Ramena kříže jsou trojitě zakončena.
Krucifix prošel v roce 2021 celkovým restaurováním.